# The Vandals
The Vandals é uma banda de punk rock dos Estados Unidos, formada em 1980 em Huntington Beach, Califórnia. São conhecidos pelo uso de humor em suas músicas.

## História

### Formação
The Vandals foi formado em 1980 em Huntington Beach, Califórnia. O vocalista Steven Ronald "Stevo" Jensen e o guitarrista Jan Nils Ackermann iniciaram o grupo, praticando e apresentando-se com alguns outros músicos antes que a formação se estabelecesse, incluindo o baixista Steve "Human" Pfauter e o baterista Joe Escalante. Rapidamente construíram uma reputação na cena punk rock de Los Angeles e do Condado de Orange, que incluía também bandas como Bad Religion, Descendents, Black Flag, T.S.O.L., X, The Germs, Suicidal Tendencies e Social Distortion. Os Vandals distinguiam-se da cena ao focar o humor ao invés de tópicos políticos e sociais.
Em 1982 a banda tornou-se a segunda a assinar com a Epitaph Records, gravadora de Brett Gurewitz do Bad Religion sediada em Los Angeles, que lançou o primeiro EP do Vandals, Peace Thru Vandalism. A gravação contém diversas canções que tornaram-se as favoritas entre os fãs, sendo executadas em concertos durante toda a década de 1990, incluindo "Urban Struggle".
Em 1984 a banda apareceu no filme Suburbia por convite da diretora Penelope Spheeris, que também dirigiu o influente The Decline of Western Civilization. Em uma situação irônica, a banda tocou num concerto beneficente ao Cypress College Young Republicans, o que gerou críticas da comunidade punk anárquica, tradicionalmente liberal. Não foi a última vez que as ações da banda geraram criticismo, ainda que sua música mantenha uma visão política neutra.

### Primeiro álbum
Pfauter deixou a banda em 1984 e Brent Turner foi trazido como baixista para a gravação do primeiro álbum, When in Rome Do as the Vandals. Na época do seu lançamento pela National Trust Records em 1985, Chalmer Lumary reuniu-se ao grupo como baixista permanente. Conflitos pessoais entre os integrantes culminaram na saída de Stevo logo depois. Ele foi substituído por Dave Quackenbush da banda Falling Idols, que tornou-se vocalista dos Vandals pelo resto de sua carreira. Em 1987 a banda apareceu em outro filme de Penelope Spheeris, Dudes.
Em 1989 Lumary deixou o grupo e Robbie Allen auxiliou no baixo para as gravações de Slippery When Ill. O álbum marcou o distanciamento do punk rock. O estilo irônico tornou-se confuso aos fãs, e o álbum permaneceu na obscuridade até seu relançamento em 1999 como The Vandals Play Really Bad Original Country Tunes. Na época do lançamento do álbum a banda recrutou o baterista Doug MacKinnon, movendo Escalante para o baixo.

### Conflitos de direitos autorais
Seguido do lançamento de Slippery When Ill a banda passou por diversas mudanças na formação, com a saída tanto do baterista MacKinnon quanto do guitarrista Ackermann, este um dos fundadores da banda. Nessa época, Brett Gurewitz da Epitaph Records transferiu os direitos autorais e as gravações de Peace Thru Vandalism a Escalante, que assumiu controle da obra. Desde então Gurewitz justifica que sua intenção era deixar esse material com a banda e não somente Escalante, mas este argumenta que Gurewitz ainda possui direitos de royalties dos outros integrantes da banda. A Time Bomb Recordings relançou Peace Thru Vandalism e When in Rome em um único CD com o crédito "todas as letras e composições por Joe Escalante". Stevo, Ackermann, Lumary e o baterista Todd Barnes (do T.S.O.L.) tocaram em um concerto de reunião como The Vandals, apesar do suposto controle de Escalante sobre o nome e o catálogo da banda. Entretanto, Escalante manteve controle legal sobre a banda e continuou a tocar com Quackenbush, recrutando novos membros, apresentando-se também como The Vandals. Em 2003, diversos dos integrantes originais da banda iniciaram ações contra Escalante, alegando que nunca haviam transferido suas parcelas de direitos da banda.

### Adição de Fitzgerald e Freese
A saída de Ackermann e MacKinnon deixou Escalante e Quackenbush à procura de substitutos para a guitarra e a bateria. A banda já havia tocado em concertos com o Doggy Style, e sempre intrigaram-se com o jeito de seu guitarrista, Warren Fitzgerald, recrutando-o ao The Vandals. Na mesma época, Escalante e Quackenbush visitaram a Disneylândia diversas vezes, onde tomaram conhecimento de Josh Freese tocando bateria eletrônica. Este também foi reunido ao grupo.
Em 1990 a nova formação gravou Fear of a Punk Planet, um álbum que os estabeleceram na nova cena punk californiana, que incluía bandas como Pennywise, Rancid, NOFX, The Offspring e Sublime. Fizeram seu primeiro vídeo musical, para a canção "Pizza Tran". No ano seguinte a banda gravou Sweatin' to the Oldies: The Vandals Live, um álbum ao vivo com vídeo que apresentava canções de Peace Thru Vandalism e When in Rome. A partir de então passaram a se apresentar cada vez menos, focando na criação de novo material.
Em 1992 Escalante graduou-se em direito e tornou-se executivo de televisão na CBS, usando o dinheiro de seu trabalho para financiar a banda. Suas conexões na rede de televisão o permitiram apresentar-se com a banda em concertos de rock durante a madrugada. Em um concerto de Ano Novo que Escalante não pôde participar, o ator Keanu Reeves o substituiu no baixo. Enquanto isso, Fitzgerald e Freese tornaram-se músicos profissionais. Fresse tornou-se um baterista de estúdio, enquanto Fitzgerald tornou-se guitarrista do Oingo Boingo.

### Anos na Nitro Records
Em 1995, o punk rock ganhou notoriedade nos Estados Unidos devido à popularidade crescente de álbuns de bandas como The Offspring e Green Day, e os Vandals assinaram com a Nitro Records, gravadora de Dexter Holland (do The Offspring). Lançaram o álbum Live Fast, Diarrhea e partiram para turnê nos Estados Unidos e na Europa, incluindo abrir concerto para o No Doubt. O álbum ganhou ainda mais atenção graças a um episódio da série de televisão The X-Files em que o ator Giovanni Ribisi interpreta uma personagem que veste camisas da banda e ouve sua música.
Em 1996 é lançado The Quickening, um álbum mais agressivo, e o vídeo musical para "It's a Fact". Nesse ano Escalante e Fitzgerald também lançam a gravadora Kung Fu Records, fundada originalmente para lançar o álbum da banda Assorted Jelly Beans. A gravadora também lançou a trilha sonora do filme Glory Daze, que continha canções tanto do The Vandals quanto do Assorted Jellybeans, além de um tema escrito por Fitzgerald. No fim do ano a banda lançou um álbum natalino, Oi to the World!, pela Kung Fu. Apesar de desconhecido, a faixa título tornou-se mais famosa por conta da versão do No Doubt no ano seguinte. Essa nova versão foi produzida por Fitzgerald e resultou num vídeo musical. Sweatin' to the Oldies foi relançado pela Kung Fu em 1997, contando com faixas bônus.
Em 1998 a banda lançou Hitler Bad, Vandals Good, seu álbum mais popular até então. No ano seguinte relançaram a maior parte de Slippery When Ill como The Vandals Play Really Bad Original Country Tunes, pela Kung Fu.
Em 2000 foi lançada a edição de dez anos de Fear of a Punk Planet, pela Kung Fu, seguida de Look What I Almost Stepped In..., seu último álbum sob contrato com a Nitro. Devido a outros compromissos, Freese não participou do álbum, sendo substituído nas gravações e na turnê por Brooks Wackerman. No final do ano a Kung Fu relançou Oi to the World!, tornando-o muito mais disponível que anteriormente.

### Ida à Kung Fu Records
Ao final de 2000 a banda terminou suas obrigações contratuais com a Nitro Records, e moveu suas operações para a Kung Fu. A gravadora havia crescido desde sua fundação em 1996. O próximo álbum da banda foi Internet Dating Superstuds, de 2002. O vídeo de Sweatin' to the Oldies foi relançado em DVD pela Kung Fu no mesmo ano.

### Controvérsias legais e políticas
Em 2003, os ex-integrantes Stevo, Jan Nils Ackermann, Chalmer Lumary e Steve Pfauter iniciaram ações legais contra Escalante, alegando que ele havia gerenciado inadequadamente o catálogo da banda e que havia mantido royalties cuja posse também era dos outros integrantes. As alegações tiveram origem quando Escalante licenciou canções da banda datadas da década de 1980 para uso em filmes e comerciais. "Urban Struggle" foi usada no filme SLC Punk e em um comercial da Adidas, enquanto a letra de "Anarchy Burger (Hold the Government)" foi usada no filme xXx. Em todas as situações as canções foram creditadas a Escalante.[carece de fontes?] Um relançamento em CD combinando Peace Thru Vandalism e When in Rome Do as the Vandals foi lançado em 1989 pela Time Bomb Recordings, também creditado somente a Escalante. Os outros integrantes alegaram que a maioria dessas canções haviam sido escritas antes mesmo de Escalante entrar no grupo, e que ela havia se apropriado indevidamente da propriedade intelectual deles. O resultado temporário das ações foi favorável a Escalante, permitindo que ele continuasse a licenciar o catálogo da banda. Um licenciamento posterior de "Urban Struggle" para o filme Jackass Number Two foi creditado para todo o grupo. Entretanto, processos legais referentes ao assunto ainda estão em andamento.
Em julho de 2003 a banda filmou um concerto ao vivo no House of Blues em Anaheim, parte da série The Show Must Go Off! da Kung Fu. Foi lançado no ano seguinte e apresenta canções escritas entre 1995 e 2002. Em 2003 também foi lançado Hollywood Potato Chip. Já em dezembro de 2004 a banda viajou ao Iraque e realizou diversos concertos para as tropas estado-unidenses na região, com o baterista Byron McMackin (do Pennywise) substituindo Freese. Novamente a banda foi criticada pela comunidade punk, que consideraram a ação como um suporte do grupo à Guerra do Iraque. O que seguiu-se foi uma turnê pela Europa em que algumas datas foram canceladas devido a protestos de pessoas que consideravam a atitude da banda pró-guerra.

### Atividade recente
Em 2005 o álbum Shingo Japanese Remix Album foi lançado, composto por versões das canções da banda remixadas pelo DJ japonês Shingo Asari. Em agosto a banda tocou em um concerto beneficente ao lendário clube de rock CBGB.
Em abril de 2006 a banda retornou ao Oriente Médio com McMackin para apresentar-se às tropas estado-unidenses, desta vez no Afeganistão.

## Integrantes

### Formação atual
- Dave Quackenbush – vocal
- Warren Fitzgerald – guitarra e vocal de apoio
- Joe Escalante – baixo e vocal de apoio
- Josh Freese – bateria

### Ex-integrantes
- Steven Ronald Jensen - vocal (1980 - 1985)
- Jan Ackermann - guitarra (1980 - 1989)
- Steve Pfauter - baixo (1980 - 1984)
- Brent Turner - baixo (1984)
- Chalmer Lumary - baixo (1984 - 1985)
- Robbie Allen - baixo (1985 - 1989)
- Doug MacKinnon - bateria (1988 - 1989)

### Membros temporários notáveis
Devido ao trabalho de Josh Freese como baterista de estúdio, por vezes ele estava indisponível para participar das atividades da banda em turnê. O restante do grupo frequentemente contava com uma lista de substitutos como:
- Brooks Wackerman (Suicidal Tendencies, Infectious Grooves, Bad Religion)
- Adrian Young (No Doubt)
- Byron McMackin (Pennywise)
- Derek Grant (The Suicide Machines, Alkaline Trio)
- William Tyler "Ty" Smith (Guttermouth, Bullets and Octane, Black President)
- Damon De La Paz (Fenix TX, 30 Foot Fall)[8]
- O ator Keanu Reeves participou como baixista de um concerto do Ano Novo de 1993 em que Escalante não pôde participar.

## Discografia

### Álbuns
| Ano  | Título                                       | Gravadora               | Outras informações |
| ---- | -------------------------------------------- | ----------------------- | --- |
| 1984 | When in Rome Do as the Vandals               | National Trust          | Único álbum com o vocalista Stevo. Relançado em 1989 em CD junto com Peace Thru Vandalism.                               |
| 1989 | Slippery When Ill                            | Restless/Sticky Fingers | Primeiro álbum com o vocalista Dave Quackenbush.                                                                         |
| 1990 | Fear of a Punk Planet                        | Triple X                | Primeiro álbum com o guitarrista Warren Fitzgerald e o baterista Josh Freese. Relançado em 2000 com faixas bônus.        |
| 1991 | Sweatin' to the Oldies: The Vandals Live     | Triple X                | Álbum e vídeo ao vivo. Relançado em 1997 com faixas bônus. Vídeo relançado em 2002 em DVD.                               |
| 1995 | Live Fast, Diarrhea                          | Nitro                   | |
| 1996 | The Quickening                               | Nitro                   | |
| 1996 | Oi to the World!: Christmas With the Vandals | Kung Fu                 | Relançado em 2000 com faixas bônus.                                                                                      |
| 1998 | Hitler Bad, Vandals Good                     | Nitro                   | |
| 2000 | Look What I Almost Stepped In...             | Nitro                   | |
| 2002 | Internet Dating Superstuds                   | Kung Fu                 | |
| 2004 | Live at the House of Blues                   | Kung Fu                 | Nono episódio da série de DVD ao vivo The Show Must Go Off!, da Kung Fu Records. Inclui DVD e um CD do concerto ao vivo. |
| 2004 | Hollywood Potato Chip                        | Kung Fu                 | |

### EP e vinil 7"
| Ano     | Título                                      | Gravadora        | Outras informações                                                      |
| ------- | ------------------------------------------- | ---------------- | ----------------------------------------------------------------------- |
| 1982    | Peace Thru Vandalism                        | Epitaph          | Relançado em 1989 em CD junto com When in Rome Do as the Vandals.       |
| 1996    | The Vandals / Assorted Jelly Beans split 7" | Kung Fu          | Split com Assorted Jelly Beans. Primeiro lançamento da Kung Fu Records. |
| unknown | The Vandals / Longfellow split 7"           | Kung Fu          | Split com Longfellow.                                                   |
| 2000    | Fat Club 7"                                 | Fat Wreck Chords |                                                                         |

### Compilações
| Ano  | Título                                              | Gravadora | Outras informações                                          |
| ---- | --------------------------------------------------- | --------- | ----------------------------------------------------------- |
| 1989 | Peace Thru Vandalism/When in Rome Do as the Vandals | Time Bomb | Relançamento do primeiro EP e primeiro álbum no formato CD. |

### Álbuns de remix
| Ano  | Título                      | Gravadora | Outras informações                                                            |
| ---- | --------------------------- | --------- | ----------------------------------------------------------------------------- |
| 2005 | Shingo Japanese Remix Album | Kung Fu   | Coleção de canções de álbuns recentes remixados pelo DJ japonês Shingo Asari. |

## Videografia

### Vídeos musicais
| Ano  | Título                 | Gravadora                                                                    | Outras informações                                                                     |
| ---- | ---------------------- | ---------------------------------------------------------------------------- | -------------------------------------------------------------------------------------- |
| 1993 | "Pizza Tran"           | Fear of a Punk Planet                                                        | Dirigido por Toby Tilly.                                                               |
| 1995 | "I Have a Date"        | Live Fast, Diarrhea                                                          | Dirigido por Joe Escalante e Jeff Richardson.                                          |
| 1997 | "It's a Fact"          | The Quickening / Glory Daze Soundtrack                                       | Dirigido por Jeff Richardson. Duas versões foram lançadas, com e sem trechos do filme. |
| 2000 | "My Girlfriend's Dead" | Hitler Bad, Vandals Good / That Darn Punk Original Motion Picture Soundtrack | Dirigido por Jeff Richardson.                                                          |
| 2002 | "My Girlfriend's Dead" | Hitler Bad, Vandals Good                                                     | Versão animada dirigida por Luke S. Goljan.                                            |
| 2002 | "43210-1"              | Internet Dating Superstuds                                                   | Dirigido por Joe Escalante.                                                            |
| 2004 | "Don't Stop Me Now"    | Hollywood Potato Chip                                                        | Dirigido por Joe Escalante e Nate Weaver.                                              |

### Álbuns
| Ano  | Título                                   | Gravadora | Conteúdo                                                    | Outras informações                                                                             |
| ---- | ---------------------------------------- | --------- | ----------------------------------------------------------- | ---------------------------------------------------------------------------------------------- |
| 1991 | Sweatin' to the Oldies: The Vandals Live | Nitro     | concerto em Orange County, história da banda e entrevistas. | Originalmente em VHS, relançado em 2002 em DVD com comentários da banda e bônus.               |
| 2002 | Oi to the World! Live in Concert         | Kung Fu   | Concerto em 2001 em Anaheim.                                | Nomeado posteriormente como o primeiro episódio da série de DVD ao vivo The Show Must Go Off!. |
| 2004 | Live at the House of Blues               | Kung Fu   | Concerto em Anaheim em 2003, comentários da banda e bônus.  | Nomeado o nono episódio da série The Show Must Go Off!.                                        |